# Ellen Key

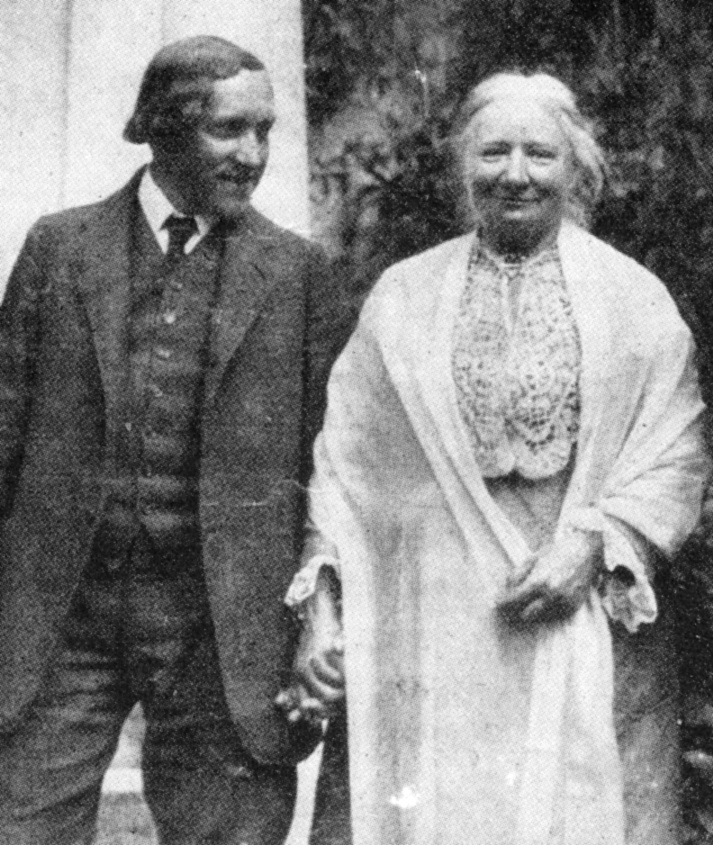
Ellen Key und der Bildhauer Carl Milles um 1915

Ellen Karolina Sophie Key (Aussprache [ˌɛlːən ˈkɛʝː], * 11. Dezember 1849 auf Herrenhaus Sundsholm, Gemeinde Västervik; † 25. April 1926 im Haus Strand, Gemeinde Ödeshög) war eine schwedische Reformpädagogin und Schriftstellerin.

## Leben

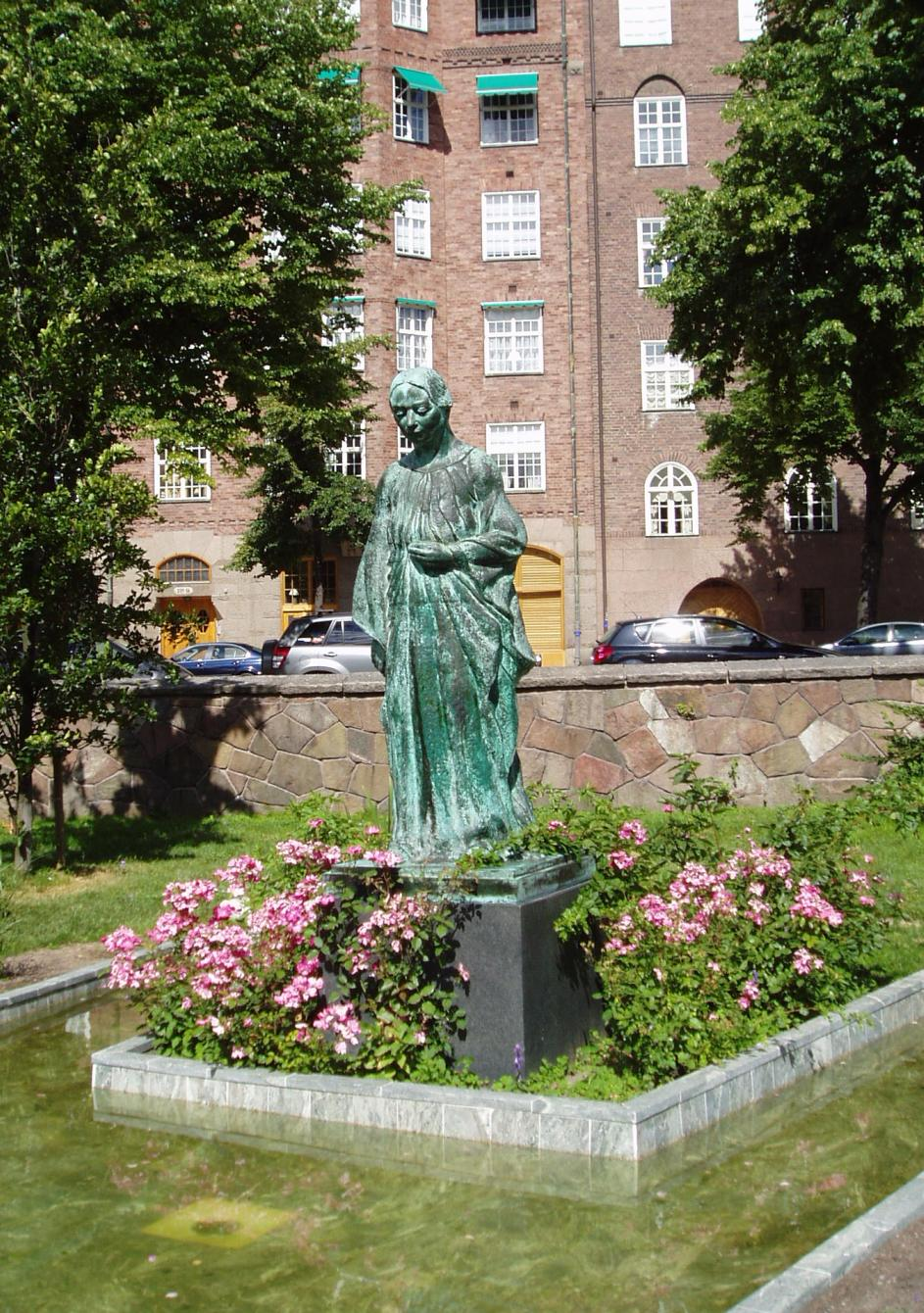
Ellen-Key-Statue in Stockholm, geschaffen von Sigrid Fridman

Ellen Karolina Sophie Key wurde am 11. Dezember 1849 in Sundsholm (Südschweden) als erstes von sechs Kindern geboren. Ihr Vater, Emil Key (1822–1892), bewirtschaftete ein Rittergut. Ihre Mutter, Sophie Ottiliana Posse (1824–1884), stammte aus einer adligen Familie. Die Eltern widmeten sich der Erziehung ihrer Kinder zugleich liebevoll und streng. Auf Luxus wurde verzichtet. Ellen war den Eltern in der Betreuung der jüngeren Geschwister eine zuverlässige Stütze. Sie besuchte keine Schule, sondern erhielt zu Hause Privatunterricht, unter anderem durch eine deutsche Lehrerin. Ellen interessierte sich lebhaft für Geschichte, Philosophie und schöngeistige Literatur.
Emil Key, der 1867 die schwedische Bauernpartei mitbegründet hatte, wurde 1868 Reichstagsabgeordneter. Die Familie zog nach Stockholm um. Ellen Keys Interesse an politischen und gesellschaftlichen Fragen wuchs. Sie entwickelte einen ausgeprägten Freiheits- und Gerechtigkeitssinn. 1869 erschienen erste Artikel von ihr in einer damals sehr renommierten Frauenzeitschrift, obwohl Ellen Key erst 20 Jahre alt war.
Ellen Key erteilte Kindern an der dörflichen Sonntagsschule Unterricht in Geschichte und Poesie. Ab 1875 unterwies sie an einer Art Volkshochschule junge Damen in Geschichte und Literatur. Außerdem unternahm sie (mit ihrem Vater), auch in den folgenden Jahren, mehrere Reisen, zum Beispiel nach Berlin, Dresden, Kassel, Wien, Paris, Florenz und Venedig.
1878 musste sie aus finanziellen Gründen eine geregelte Tätigkeit als Lehrerin an einer privaten Schule in Stockholm aufnehmen. Sie unterrichtete dort bis 1898 Mädchen aller Altersstufen. Im Herbst 1879 traf sie in London den deutschen Biologen Ernst Haeckel. Dessen Einsatz für die Evolutionstheorie beeinflusste auch spätere Werke von Key zum Thema Pädagogik und Frauen. Ab 1883 arbeitete Ellen Key zugleich bis 1903 als Dozentin für Literatur und Kulturgeschichte am Stockholmer Arbeiterinstitut.
1884 starb ihre Mutter; der Vater erlitt einen Schlaganfall. Ellen Key durchlebte krisenreiche Jahre. Ihr Engagement für Frauen- und Kinderrechte verstärkte sich. Sie sprach häufig vor Arbeiter- und Frauenvereinen und wurde 1885 Vizepräsidentin einer Stiftung für intellektuell und künstlerisch arbeitende Frauen. 1892 starb ihr Vater.
1896 erschien ihre Schrift Mißbrauchte Frauenkraft. In dieser 1898 auch ins Deutsche übersetzten Abhandlung äußerte sie die Auffassung, der natürliche Platz einer Frau sei das Haus und ihre einzige Berufung diejenige zur Mutterschaft. Bei entschiedenen Frauenrechtlerinnen stieß sie deswegen vorwiegend auf Ablehnung. 1899 erschienen ihre Essays. Ihre 1900 veröffentlichte Schrift Barnets århundrade wurde bald darauf in mehrere Sprachen übersetzt. Das Buch Die Wenigen und die Vielen erschien 1901.
Keys Erfolgsschrift Barnets århundrade kam 1902 in deutscher Übersetzung beim S. Fischer Verlag, Berlin, unter dem Titel Das Jahrhundert des Kindes heraus. Insbesondere in diesem Werk kommt ihre geistige Auseinandersetzung mit dem Darwinismus und der Philosophie von Friedrich Nietzsche zum Ausdruck. Sie vertritt im ersten Kapitel über „Das Recht des Kindes, seine Eltern zu wählen“ Ideen, die sie aus dem Darwinismus ableitet und auf Nietzsches „Also sprach Zarathustra“ abstützt, die später in nationalsozialistischen Theorien wiederkehren: So die Höherentwicklung des Menschen durch Reinhaltung der Rassen, die bewusste Partnerbildung von gesunden Menschen zur Zeugung gesunder Kinder und schließlich die bewusste Auslese von gesunden Kindern (Euthanasie):
„Im Zusammenhang hiermit steht die Entwickelung neuer Rechtsbegriffe auf diesen Gebieten. Während die heidnische Gesellschaft in ihrer Härte die schwachen oder verkrüppelten Kinder aussetzte, ist die christliche Gesellschaft in der ‚Milde‘ so weit gegangen, dass sie das Leben des psychisch und physisch unheilbar kranken und missgestalteten Kindes zur stündlichen Qual für das Kind selbst und seine Umgebung verlängert. Noch ist doch in der Gesellschaft – die unter anderem die Todesstrafe und den Krieg aufrechterhält – die Ehrfurcht vor dem Leben nicht gross genug, als dass man ohne Gefahr das Verlöschen eines solchen Lebens gestatten könnte. Erst wenn ausschliesslich die Barmherzigkeit den Tod giebt, wird die Humanität der Zukunft sich darin zeigen können, dass der Arzt unter Kontrolle und Verantwortung schmerzlos ein solches Leiden auslöscht.“
Durch die deutsche Übersetzung des Buches fanden ihre Ansichten weite Verbreitung.
Ellen Key zog sich 1903 aufs Land in die Nähe ihrer Geburtsstätte zurück. Sie pflegte aber weiterhin rege kulturelle, politische und literarische Kontakte – unter anderem mit Rainer Maria Rilke, Martin Buber, Richard von Schaukal und Franziska Mann, einer Schwester Magnus Hirschfelds – und unternahm noch etliche Reisen ins europäische Ausland, so auch in die Reformkolonie Monte Verità bei Ascona. 1904 erschien ihr Buch Über Liebe und Ehe, 1906 Der Lebensglaube. Betrachtungen über Gott, Welt und Seele, 1907 Rahel. Eine biographische Skizze. Es kam zu einer Begegnung mit Rainer Maria Rilke auf Capri. 1909 veröffentlichte sie die Abhandlung Die Frauenbewegung, 1911 die Schrift Seelen und Werke und 1913 die Schrift Die junge Generation.
Am 25. April 1926 starb Ellen Key am Vätternsee bei Ödeshög im von ihr selbst entworfenen, 1910–1912 erbauten Haus Strand.
1951 wurde in Wien-Favoriten (10. Bezirk) die Ellen-Key-Gasse nach ihr benannt, 1998 im Berliner Ortsteil Friedrichshain die Ellen-Key-Schule. Auch in Graz gibt es eine Schule mit ihrem Namen.
Am 29. Mai 2018 wurde ein Asteroid nach ihr benannt: (18562) Ellenkey.

## Schriften
- Mißbrauchte Frauenkraft (1898), übersetzt von Therese Krüger, 3. Auflage, Berlin 1905.
- Recension av Protestantismens Mariakult. In: Nya Daligt Allehanda. Stockholm 26. Juni 1895.
- Menschen. Charakterstudien von Ellen Key. (Carl Jonas Love Almqvist, Elizabeth, geb. Barret, und Robert Browning) Berlin 1903.
- Essays (1899). Übertragung von Francis Maro.[4] 7. Auflage, Berlin 1907
- Madame de Stael und Napoleon I. In: Die Waage, Wiener Wochenschrift. Wien 1900, Nr. 29: 40–42, Nr. 30: 57–60.
- Hilma Strandberg. In: Aus fremden Zungen. Berlin 1900, S. 332–334.
- Frida Stèenhoff. In: Dokumente der Frauen, Band 5, Wien 1901, S. 250–254.
- Die Wenigen und die Vielen. Neue Essays (1901). Übertr. Francis Maro. 2. Aufl. Berlin 1901.
- Malvida von Meysenbug. In: Die Zeit. Nr. 388, Wien 1902, S. 151–153.
- Das Jahrhundert des Kindes. Übertragung Francis Maro. Deutsche Erstausgabe 1902, neu herausgegeben: Weinheim und Basel 1992 (projekt-gutenberg.org sowie archive.org, Berlin 1905).
- Über Liebe und Ehe (1904). Übertr. Francis Maro. 5. Auflage, Berlin 1905.
- Liebe und Ethik (1905). Autorisierte Übers. Francis Maro. Berlin 1911.
- Der Lebensglaube. Betrachtungen über Gott, Welt und Seele. 2. Aufl. Berlin 1906
- Nietzsche und Goethe. In: Die neue Rundschau (= Freie Bühne, Neue Deutsche Rundschau), Berlin 1907, S. 385–404.
- Persönlichkeit und Schönheit in ihren gesellschaftlichen und geselligen Wirkungen. Essays (1907). Übertr. Francis Maro, 2. Auflage, Berlin 1907.
- Rahel. Eine biographische Skizze. Übertr. Marie Franzos. Haberland, Leipzig 1907 (projekt-gutenberg.org); ins Englische übersetzt von Arthur G. Chater mit einer Einführung von Havelock Ellis, New York/London 1913 (babel.hathitrust.org).
- Drei Frauenschicksale. 1908 (Sofja Kowalewskaja, Anne Charlotte Leffler, Viktoria Benedictsson), Übertr. Marie Franzos. Berlin 1908.
- Mutter und Kind. Berlin 1908.
- Die Frauenbewegung. In: Martin Buber (Hrsg.): Die Gesellschaft, Sammlung sozialpsychologischer Monographien. Band 28/29, Frankfurt 1909.
- Ein Frauenporträt (Sophie Hoechstätters Biographie über Frida von Bülow). In: Berliner Tageblatt. Nr. 392, 5. August 1910.
- Björnson und Schweden. In: Hamburger Nachrichten. 13. August 1911.
- Selma Lagerlöf. In: Dresdner Neueste Nachrichten. 4. Juni 1911.
- Seelen und Werke. Essays. Übertrag. Francis Maro, Berlin 1911.
- Ein Vorläufer des wissenschaftlichen Pazifismus (Gustav Björklund). In: Die Friedens-Warte. Wien 1912, S. 50–54.
- Ein internationales Institut für die Entwicklung der Erziehungswissenschaften. In: Wilhelm Ostwald (Hrsg.): Das monistische Jahrhundert. 1912, S. 468–474, 495–502.
- Die junge Generation. Autorisierte Übertr. Carl Morburger, 2. Aufl. München 1913.
- Romain Rolland. Die Tat, Sozial-religiöse Monatsschrift für deutsche Kultur, 5. Jg. Heft 7, 1913/1914, S. 697–719.
- Zur Frage der künftigen Wiederversöhnung der Völker. In: Dokumente des Fortschritts, 9. Jg., Bern 1916, S. 41–60 (enthält u. a. die deutsche Übersetzung des Vorwortes von Kriget, fredom och framtiden und die deutsche Übersetzung ihres bekannten Artikels im schwedischen Forum vom 3. April 1915).
- Der Krieg und die Geschlechter. In: Die neue Generation. Hrsg.: Helene Stöcker (enthält die deutsche Übersetzung des 13. Kapitels von Kriget, fredom och framtiden), Berlin 1917.
- Der Mütter Bittgang. In: Die Tat. Monatsschrift für die Zukunft deutscher Kultur, Heft 9, 1918, S. 647–652.
- Wie kann der Völkerbund kommen? In: Neue Zürcher Zeitung. 27. April 1919.
- Florence Nightingale und Bertha von Suttner. Zwei Frauen im Kriege wider dem Krieg. Autorisierte Übers. Felix Moeschlin, Zürich 1919.
- War, Peace and the Future. Translated by Hildegard Norberg (1916), neu herausgegeben New York 1972
- Minnen av och om Emil Key I–III. Stockholm 1915–1917